# Poscapitalismo
El poscapitalismo es un estado en el que los sistemas económicos del mundo ya no pueden describirse como formas de capitalismo. Varios individuos e ideologías políticas han especulado sobre lo que definiría un mundo así. Según algunos marxistas clásicos y algunas teorías evolutivas sociales, las sociedades poscapitalistas pueden surgir como resultado de evolución espontánea a medida que el capitalismo se vuelve obsoleto. Otros proponen modelos para reemplazar intencionalmente al capitalismo. Los más notables entre ellos son el socialismo, el anarquismo, y el decrecimiento.

## Historia
En 1993, Peter Drucker describió una posible evolución de la sociedad capitalista en su libro Post-Capitalist Society. El libro afirma que el conocimiento, más que el capital, la tierra o el trabajo, es la nueva base de la riqueza. Se espera que las clases de una sociedad completamente poscapitalista se dividan en trabajadores del conocimiento o trabajadores de servicios, en contraste con los capitalistas y proletarios de una sociedad capitalista. En el libro, Drucker estimó que la transformación al poscapitalismo se completaría en 2010-2020. Drucker también abogó por repensar el concepto de propiedad intelectual creando un sistema de licencias universales. Los consumidores se suscribirían por un costo y los productores asumirían que todo se reproduce y distribuye libremente a través de las redes sociales.
En 2015, según Paul Mason, el aumento de la desigualdad de ingresos, los ciclos repetidos de auge y caída y las contribuciones del capitalismo al cambio climático han llevado a economistas, pensadores políticos y filósofos a comenzar a considerar seriamente cómo se vería y funcionaría una sociedad poscapitalista. Se espera que el poscapitalismo sea posible con nuevos avances en la automatización y la tecnología de la información, los cuales están causando que los costos de producción tiendan a cero.
Nick Srnicek y Alex Williams identifican una crisis en la capacidad y voluntad del capitalismo de emplear a todos los miembros de la sociedad, argumentando que "hay una población creciente de personas que se encuentran fuera del trabajo formal y asalariado, que se las arregla con beneficios sociales mínimos, trabajo informal de subsistencia, o por medios ilegales " 

## Variaciones

### Anarquismo
- Anarcocomunismo, un híbrido de comunismo y anarquismo que aboga (entre otras cosas) por la toma de decisiones por democracia directa y/o consensuada, la abolición del Estado y la abolición de la propiedad privada de los medios de producción.

- Anarquismo posescasez, un sistema económico basado en la ecología social, municipalismo libertario y abundancia de recursos fundamentales.

- Anarcosindicalismo, ideología centrada en la autogestión del trabajo, el socialismo y la democracia directa.

- Anarquismo cristiano, es una ideología y un movimiento social que destaca los valores anarquistas inherentes al cristianismo y cómo esos valores pueden usarse para construir una sociedad no capitalista, particularmente como lo describe León Tolstoi en su análisis del Sermón de la Montaña y en su tratado: "El Reino de Dios está dentro de ti".

### Sistema de control de patrimonio
El sistema de control de patrimonio, un plan socioeconómico que conserva una economía de mercado, pero elimina el poder de préstamo de la Banca de reserva fraccional y limita la impresión de dinero por parte del gobierno para compensar la deflación con el dinero impreso que se utiliza para comprar materiales para respaldar la moneda, pagar programas gubernamentales en lugar de impuestos, y el resto se dividirá en partes iguales entre todos los ciudadanos para estimular la economía (denominado "control del patrimonio" por el que se nombra el sistema). Según lo presentado por el autor original de la idea, Robert Heinlein, en su libro: "For Us, The Living: A Comedy of Customs", el sistema se reforzaría a sí mismo y eventualmente resultaría en controles patrimoniales regulares capaces de proporcionar una vida modesta a la mayoría de las personas.

### Democracia económica
La Democracia económica es una filosofía socioeconómica que establece el control democrático de las empresas por parte de sus trabajadores y el control social de la inversión por una red de bancos públicos.

### Economía participativa
En su libro: "Of the People, By the People: The Case for a Participatory Economy", Robin Hahnel describe una economía poscapitalista llamada economía participativa. El libro termina con la propuesta del Green New Deal, un paquete de políticas que abordan el cambio climático y las crisis financieras.
En el libro: "Moscas en la telaraña: Historia de la comercialización de la existencia y sus medios", Jorge Majfud analiza la historia como una dialéctica de “progresiones inversas” en la cual, por ejemplo, los señores feudales sobreviven en los liberales como las iglesias en los medios de comunicación modernos para mantener el poder político y económico en una elite, siempre con diferentes narrativas ideológicas. Según Majfud, el capitalismo no nace de la libertad de los mercados sino en su opuesto; en la destrucción de las tierras comunales en Europa y en el resto del mundo; en la interrupción y destrucción de los procesos económico e industriales en Asia por parte de Gran Bretaña y su vuelta a la Edad Media con la creación de dinero en Londres y Wall Street por parte de las elites financieras. Según el autor, esta es la etapa neomedieval y postcapitalista que, luego de la crisis del liberalismo y el actual orden mundial derivará en diversas organizaciones cooperativas y comunales. 

La economía participativa se centra en la participación de todos los ciudadanos mediante la creación de consejos de trabajadores y consejos de consumidores. Hahnel enfatiza la participación directa de trabajadores y consumidores en lugar de nombrar representantes. Los consejos se ocupan de cuestiones de producción y consumo a gran escala y están divididos en varios órganos encargados de investigar futuros proyectos de desarrollo.
En una economía participativa, las recompensas económicas se ofrecerían según las necesidades, cuyo monto sería determinado democráticamente por el consejo de trabajadores. Hahnel también pide "justicia económica" recompensando a las personas por su esfuerzo y diligencia en lugar de sus logros o propiedad anterior. El esfuerzo de un trabajador debe ser determinado por sus compañeros de trabajo. Luego, los derechos de consumo se recompensan de acuerdo con las calificaciones de esfuerzo. El trabajador tiene la opción de decidir qué consume utilizando sus derechos de consumo. Hahnel no aborda la idea de dinero, moneda o cómo se rastrearían los derechos de consumo.
La planificación en una economía participativa se realiza a través de los consejos. El proceso es horizontal entre los comités en lugar de vertical. Todos los miembros del consejo, los trabajadores y los consumidores, participan directamente en la planificación a diferencia de las economías de tipo soviético y otras propuestas de planificación democrática en las que la planificación es realizada por representantes. La planificación es un procedimiento iterativo, que siempre se cambia y mejora, que se logra a nivel de trabajo o de consumo. Toda la información y las propuestas están a disposición de todos, dentro y fuera del ayuntamiento, para que se pueda determinar y votar el coste social de cada propuesta. Los planes a largo plazo, como la estructuración del transporte público, las zonas residenciales y las áreas recreativas, deben ser propuestos por los delegados y aprobados por democracia directa (es decir, votación de la población).
Hahnel sostiene que una economía participativa devolverá la empatía a nuestras opciones de compra. El capitalismo elimina el conocimiento de cómo y quién hizo un producto: "Cuando comemos una ensalada, el mercado borra sistemáticamente información sobre los trabajadores migrantes que la recogieron". Al eliminar el elemento humano de los bienes, los consumidores solo consideran su propia satisfacción y necesidad al consumir productos. La introducción de consejos de trabajadores y consumidores reintroduciría el conocimiento de dónde, cómo y quién fabricaba los productos. Se espera que una economía participativa también introduzca bienes de orientación más social, como parques, aire limpio y atención de la salud pública, a través de la interacción de los dos consejos.
Para aquellos que llaman utópica a la economía participativa, Albert y Hahnel contrarrestan:
¿Estamos siendo utópicos? Es utópico esperar más de un sistema de lo que posiblemente pueda ofrecer. Esperar igualdad y justicia —o incluso racionalidad— del capitalismo es utópico. Esperar solidaridad social de los mercados o autogestión de la planificación central es igualmente utópico. Argumentar que la competencia puede generar empatía o que el autoritarismo puede promover la iniciativa o que impedir que la mayoría de la gente tome decisiones puede emplear el potencial humano al máximo: estas son fantasías utópicas sin lugar a dudas. Pero reconocer los potenciales humanos y tratar de incorporar su desarrollo en un conjunto de instituciones económicas y luego esperar que esas instituciones estimulen resultados deseables no es más que una teorización razonable. Lo utópico no es plantar nuevas semillas, sino esperar flores de las malas hierbas muertas.

### Socialismo
Definiciones útiles en torno al socialismo:
- Socialismo: sistema económico basado en la propiedad pública o cooperativa de los medios de producción donde la producción se lleva a cabo para producir directamente valor de uso, que incluye una forma de contabilidad sin dinero como la contabilidad de recursos físicos o el tiempo de trabajo y se basa en la producción directa. de utilidad más que en las leyes capitalistas de acumulación y valor. Algunos modelos de socialismo implican una planificación económica para la asignación de los factores de producción en lugar de los mercados de capital, mientras que otros modelos de socialismo mantienen la asignación de bienes de capital basada en el mercado. Algunos marxistas creen que el socialismo eventualmente se convertiría en comunismo.

- Socialismo planificado: tipo de socialismo en el que alguna forma de planificación económica sustituye a los mercados para asignar los factores de producción y coordinar la economía. Hay varios tipos de planificación, incluida la planificación central y la planificación descentralizada; planificación de balance de materiales, planificación de insumo-producto y planificación computarizada.

- Socialismo de mercado: tipo de socialismo basado en la socialización y la propiedad pública o cooperativa de los medios de producción, pero conserva el cálculo monetario y la competencia de mercado y utiliza los mercados como la forma principal de asignar los factores de producción.

- Comunalismo, una teoría política basada en los escritos de Murray Bookchin. Bookchin desarrolló el comunalismo después de que rompió con el anarquismo creyéndolo individualista y estilista. Se basa en el municipalismo libertario, el confederalismo y la ecología social. Esta escuela de pensamiento también ha dado lugar al confederalismo democrático.

- Socialismo Antiextincionista: esta postura parte de reconocer la policrisis actual y su agravamiento debido a la permanencia del capitalismo, haciendo énfasis en la crisis y catástrofes climáticas como denominadores generales que nos conducen a la sexta extinción masiva de especies donde se incluye la especie humana. Plantea como vía la supervivencia revolucionaria, señala que no hay lugar para un ecocapitalismo emanado de un New Green Deal; establece una visión crítica frente al ecosocialismo al considerar que la mayoría de sus exponentes caen en el reformismo al no ver la urgencia o minimizar la crisis climática planetaria, también critica a otras posturas marxistas que aún se identifican con el productivismo, la industrialización o el desarrollismo; no obstante, no reconoce un papel revolucionario al estalinismo ya que considera que éste cambia el sujeto histórico revolucionario y ha traicionado históricamente la revolución. Lanza una crítica a otras posiciones ecologistas al calificarlas como utópicas, colaborcionistas con la burguesía o pequeñoburguesas, pues pueden carecer de una ruta de transcisión, presentan fuertes conflictos de interés y contradiccciones, están sólo al alcance de sectores privilegiados o bien, no buscan crear un contrapoder al capitalismo. El Antiextincionismo explica que es posible una regresión de sistemas y modos de producción debido a la degeneración social, llevando una modificación de las clases sociales (proletariado y burguesía), dificultando la supervivencia. La propuesta de supervivencia revolucionaria antiextincionista se opone tajantemente al ecofascismo, toma en cuenta postulados del decrecimiento y la permacultura, mantiene los principios comunistas de socialización política y de los medios de producción donde en su primera etapa la clase trabajadora debe detentar el poder, de igual manera busca los principios de justicia, en relación con las funcionalidades de las personas y sus necesidades, como en la empatía, responsabilidad, libertad y equidad, integrándolos en la búsqueda de la superación del humano actual, en sus líneas estratégicas plantea la articulación del movimiento de masas de explotados y oprimidos, las comunidades o pueblos y el partido revolucionario internacional.[11]

El socialismo a menudo implica la propiedad común de las empresas y una economía planificada, aunque como ideología inherentemente pluralista, se argumenta si alguna de las dos son características esenciales. En su libro Postcapitalismo: una guía para nuestro futuro, Paul Mason sostiene que la planificación centralizada, incluso con la tecnología avanzada de hoy, es inalcanzable. Michael Albert y Robin Hahnel, que rechazan la planificación central por ser técnicamente inalcanzable e indeseable, sostienen que la planificación democrática proporciona una base viable para crear una economía participativa.
En la política del Reino Unido, las corrientes del corbynismo y el Partido Laborista han adoptado esta tendencia "poscapitalista".

### Permacultura
La permacultura es definida por su cocreador Bill Mollison como "El diseño consciente y el mantenimiento de sistemas productivos agrícolas que tienen la diversidad, estabilidad y resiliencia de los ecosistemas naturales", y combina elementos del socialismo, el anarquismo y el hogar. economía para visualizar y crear una sociedad que pueda persistir y prosperar en un mundo donde las ideologías capitalistas han sido abandonadas.

## La tecnología como motor del poscapitalismo
Gran parte de la especulación en torno al destino propuesto del sistema capitalista proviene de predicciones sobre la futura integración de la tecnología en la economía. Se dice que la evolución y la creciente sofisticación tanto de la automatización como de la tecnología de la información amenazan los puestos de trabajo y resaltan las contradicciones internas en el capitalismo que supuestamente conducirán en última instancia a su colapso.

### Automatización
El cambio tecnológico que ha impulsado el desempleo ha sido históricamente el resultado de máquinas de "músculos mecánicos" que han reducido la necesidad de trabajo humano. Así como alguna vez se emplearon caballos, pero gradualmente se volvieron obsoletos por la invención del automóvil, los trabajos de los humanos también se han visto afectados a lo largo de la historia. Un ejemplo moderno de este desempleo tecnológico es la sustitución de los cajeros minoristas por cajas de autoservicio. Se cree que la invención y el desarrollo de procesos de 'mente mecánica' o 'trabajo cerebral' amenazan los trabajos a una escala sin precedentes, y los profesores de Oxford Carl Benedikt Frey y Michael Osborne estiman que el 47 por ciento de los trabajos estadounidenses corren el riesgo de ser automatizados. Si esto conduce a un mundo donde la mano de obra humana ya no es necesaria, entonces nuestros modelos de sistemas de mercado actuales, que dependen de la escasez, pueden tener que adaptarse o fallar. Se argumenta que esto ha sido un factor en la creación de muchos de los que David Graeber llama 'trabajos de mierda', donde, en las grandes burocracias, la producción de cualquier cosa no es el objetivo, sino que existe únicamente por razones tales como proporcionar un beneficio sociológico a la población. gerente que los emplea.

### Tecnología de la información
Se dice que el poscapitalismo es posible debido a los importantes cambios que ha producido la tecnología de la información en los últimos años. Ha desdibujado los límites entre trabajo y tiempo libre y ha aflojado la relación entre trabajo y salario. De manera significativa, la información está corroyendo la capacidad del mercado para establecer los precios correctamente. La información es abundante y los bienes de información se pueden reproducir libremente. Los bienes como la música, el software o las bases de datos tienen un costo de producción, pero una vez hechos se pueden copiar / pegar infinitamente. Si prevalece el mecanismo de precios normal del capitalismo, entonces el precio de cualquier bien que esencialmente no tenga costo de reproducción caerá a cero. Esta falta de escasez es un problema para nuestros modelos, que intentan contrarrestarlo desarrollando monopolios en forma de gigantes tecnológicas para mantener la información escasa y comercial. Pero muchos productos importantes de la economía digital son ahora gratuitos y de código abierto, como Linux, Firefox y Wikipedia.